# Zdenko Verdenik
Zdenko Verdenik (sinh ngày 2 tháng 5 năm 1949) là một cựu cầu thủ và huấn luyện viên bóng đá người Slovenia. Ông từng dẫn dắt Đội tuyển bóng đá quốc gia Slovenia từ 1994-1997.